# Polyxenus anophthalius
Polyxenus anophthalius är en mångfotingart som beskrevs av S. Ishii och Yin 2000. Polyxenus anophthalius ingår i släktet Polyxenus och familjen penseldubbelfotingar. Inga underarter finns listade i Catalogue of Life.